# Kingdom of Doom
Kingdom of Doom é o segundo single da banda britânica de rock alternativo The Good, the Bad and the Queen, extraído do álbum de mesmo nome. Foi lançado no dia 15 de Janeiro de 2007

## Faixas
CD
1. Kingdom Of Doom
2. Hallsands Waltz (Sketches Of Devon)
3. The Bunting Song (Live At The Tabernacle)

7" Part 1
1. Kingdom Of Doom
2. The Good, The Bad And The Queen (Live At The Tabernacle)

7" Part 2
1. Kingdom Of Doom
2. Start Point (Sketches Of Devon)